# Petersfriedhof (Salzburg)
Petersfriedhof sau Cimitirul Sf. Petru este - împreună cu cimitirul de la Mănăstirea Nonnberg - cel mai vechi cimitir din orașul austriac Salzburg, fiind situat la poalele Festungsberg pe care se află Castelul Hohensalzburg. El este una dintre cele mai populare atracții turistice ale orașului Salzburg.
Închis în 1878, locul a decăzut, până ce călugării de la Mănăstirea Sf. Petru au reușit să obțină în 1930 dreptul de a se efectua noi înhumări.

## Istoric

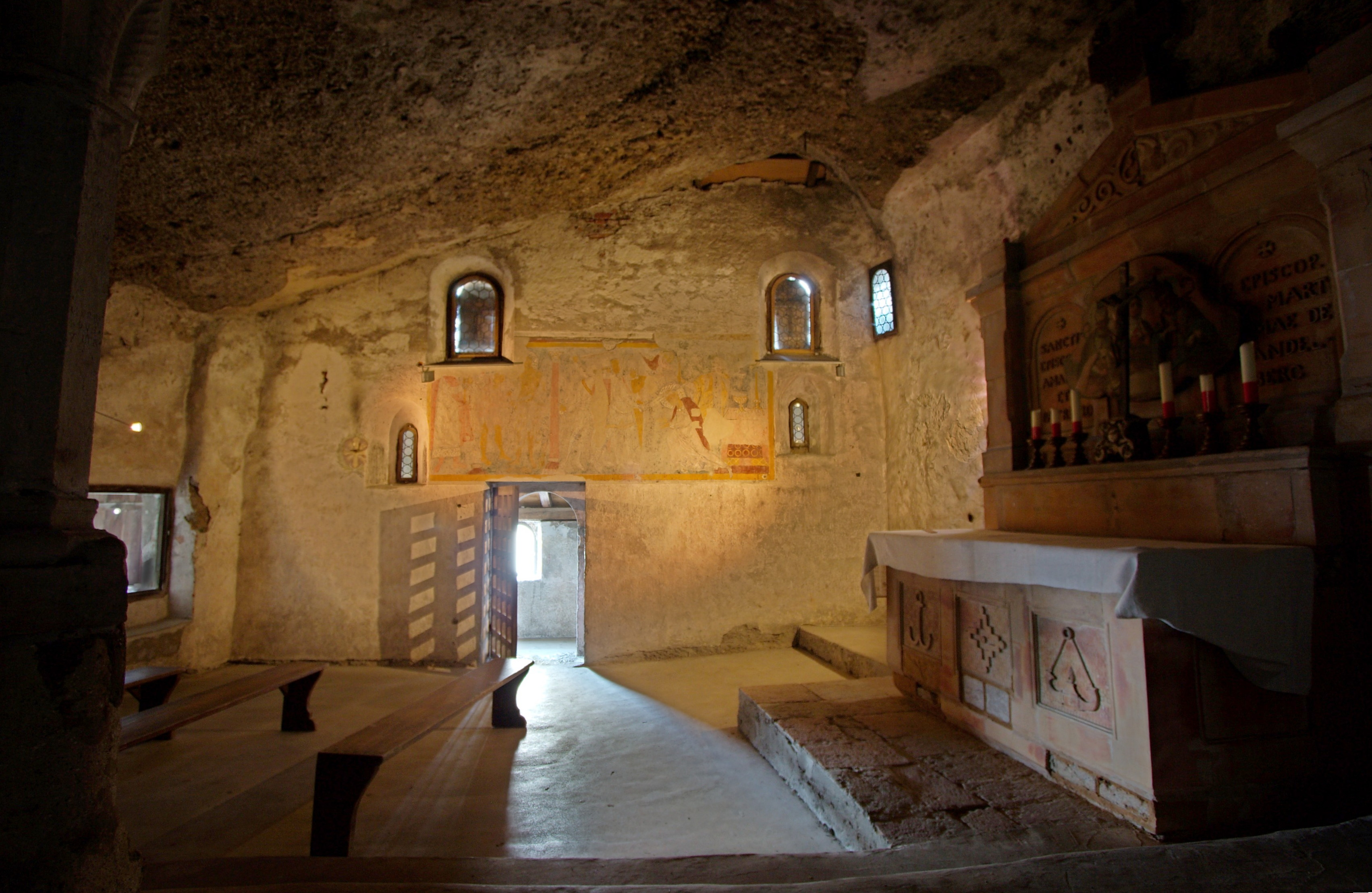
Capela din catacombe

Originile sale datează de pe la anul 700, când Abația Sfântul Petru (Stift St. Peter) a fost fondată de Sfântul Rupert de Salzburg. Cimitirul abației, aflat probabil pe un loc de înmormântare chiar mai vechi, a fost menționat documentar pentru prima dată într-un act din 1139, cea mai veche piatră funerară datând din 1288.

### Catacombe
În rocile muntelui Festungsberg au fost săpate catacombe ce ar putea data din zilele creștinismului timperiu ale lui Severin de Noricum în timpul perioadei migrației. Ele includ două capele: Maximuskapelle și Gertraudenkapelle, consacrate în 1178 în timpul arhiepiscopului Conrad de Wittelsbach și dedicate arhiepiscopului asasinat Thomas Becket de Canterbury.
În mijlocul cimitirului este și o altă capelă, numită Margarethenkapelle, (re)construită în 1491.

## Înmormântări celebre
- Santino Solari, arhitect (1646)

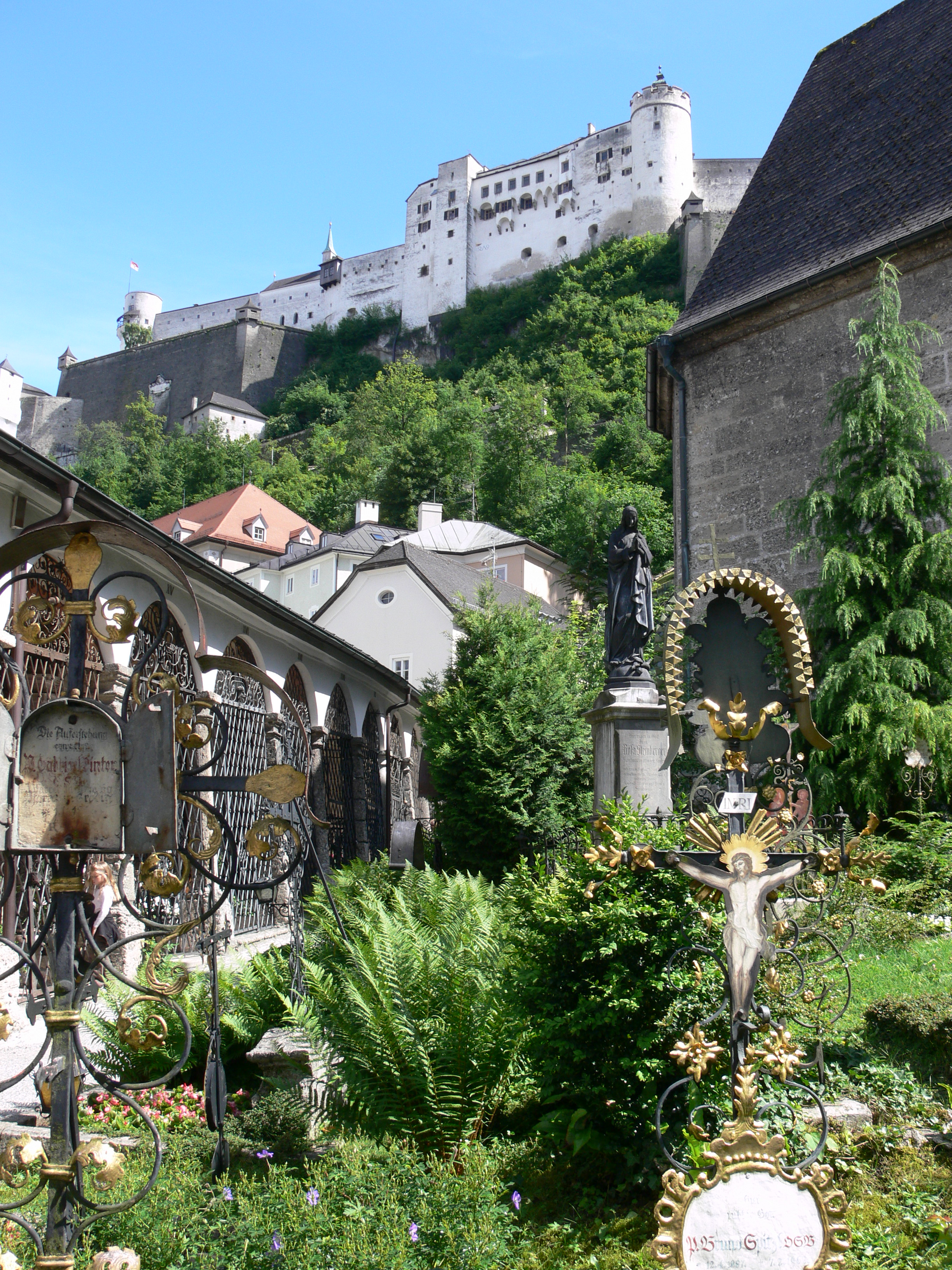
Vedere către Castelul Hohensalzburg

- Johann Christian Paurnfeind, primar de Salzburg (1768)
- Sigmund Haffner, primar de Salzburg (1772)
- Ignatz Anton von Weiser, libretist al lui Mozart (1785)
- Wolfgang Hagenauer, arhitect (1801)
- Michael Haydn, compozitor, fratele mai tânăr al lui  Joseph Haydn (1806)
- Maria Anna Mozart (Nannerl), sora mai mare a lui Wolfgang Amadeus Mozart (1829)
- Johann Georg von Hagenauer, arhitect, fratele mai tânăr al lui Wolfgang Hagenauer (1835)
- Heinrich Ritter von Mertens, primar de Salzburg (1872)
- Georg Pezolt, pictor (1878)
- Richard Mayr, cântăreț de operă (1935)
- Carl Mayr, artist, fratele mai mare al lui Richard Mayr (1942)
- Otto Pflanzl, poet (1943)
- Franz Martin, istoric (1950)
- Richard Hildmann, primar de Salzburg (1952)
- Harry J. Collins (1963), general major al Armatei Americane
- Bernhard Paumgartner, dirijor (1971)
- Gustav Kapsreiter, mecena (1971)
- Clemens Holzmeister, arhitect (1983)
- Hans Lechner, politician (1994)
- Georg Schuchter, actor (2001)
- Hans Stefan, Graf von Heistler, nobil (2010)
- Viktor Schmidt, Graf von Heistler, nobil (2011)
- Alfred Schmidt, Graf von Heistler, nobil (2011)
- Wulfric Brian von Heistler, nobil (2011)

## Alte cimitire din Salzburg
- Salzburger Kommunalfriedhof
- Sebastiansfriedhof
- Jüdischer Friedhof Salzburg
- Friedhof Maxglan
- Friedhof Aigen
- Friedhof Gnigl
- Friedhof Leopoldskron
- Friedhof Morzg
- Friedhof Liefering
- Friedhof Mülln
- Friedhof des Stiftes Nonnberg
- Soldatenfriedhof im Nonntaler Donnenbergpark